# Arboretum Žampach

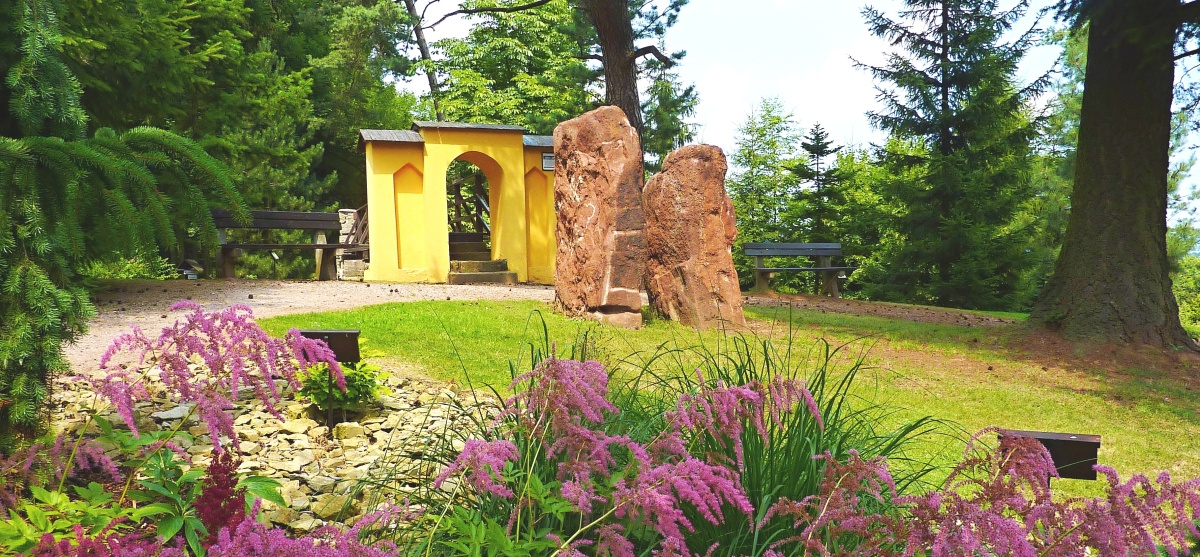
Vstup do horní části Arboreta Žampach přes dřevěnou lávku s pohledem na čertovy kameny

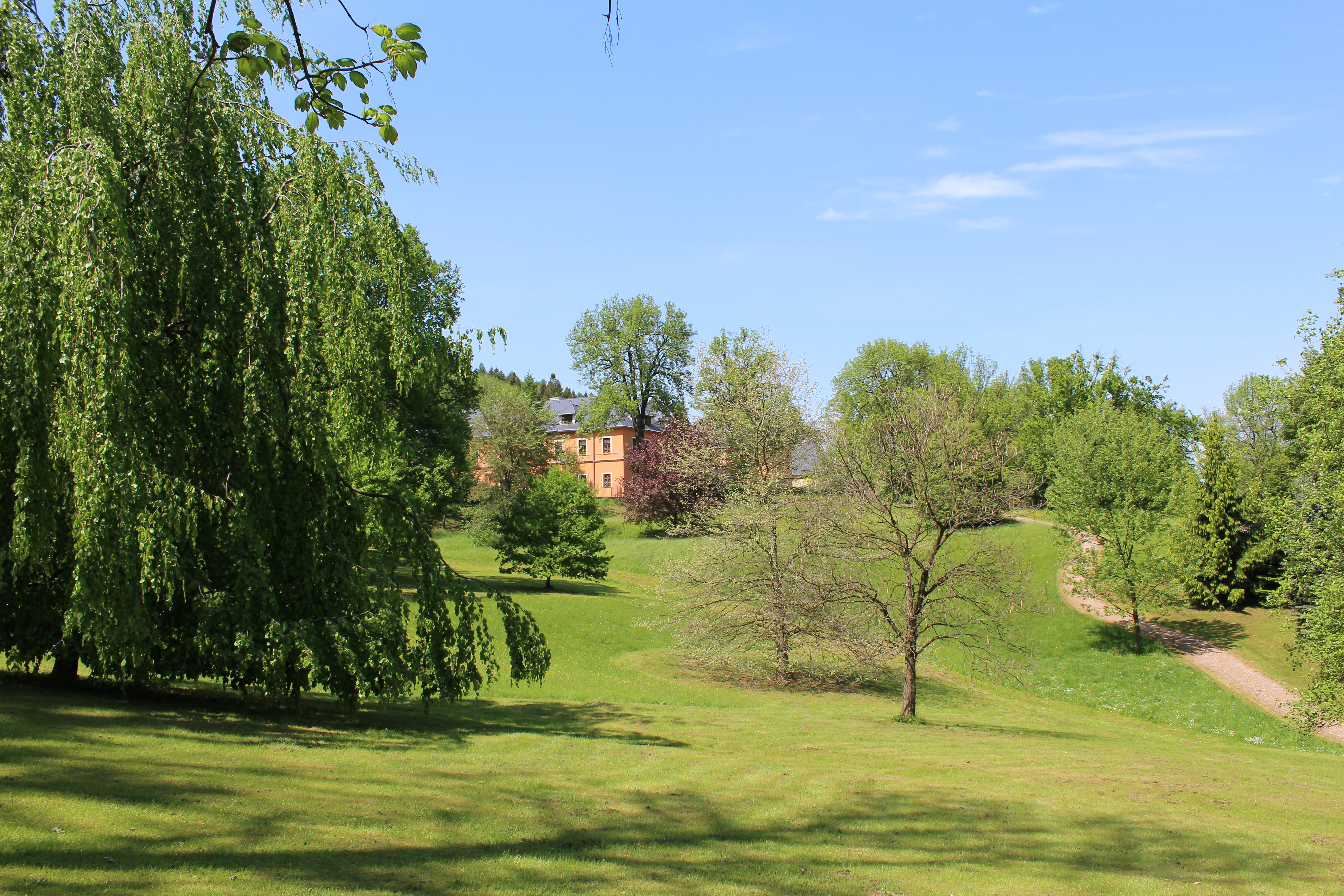
Arboretum Žampach - dolní park - jaro

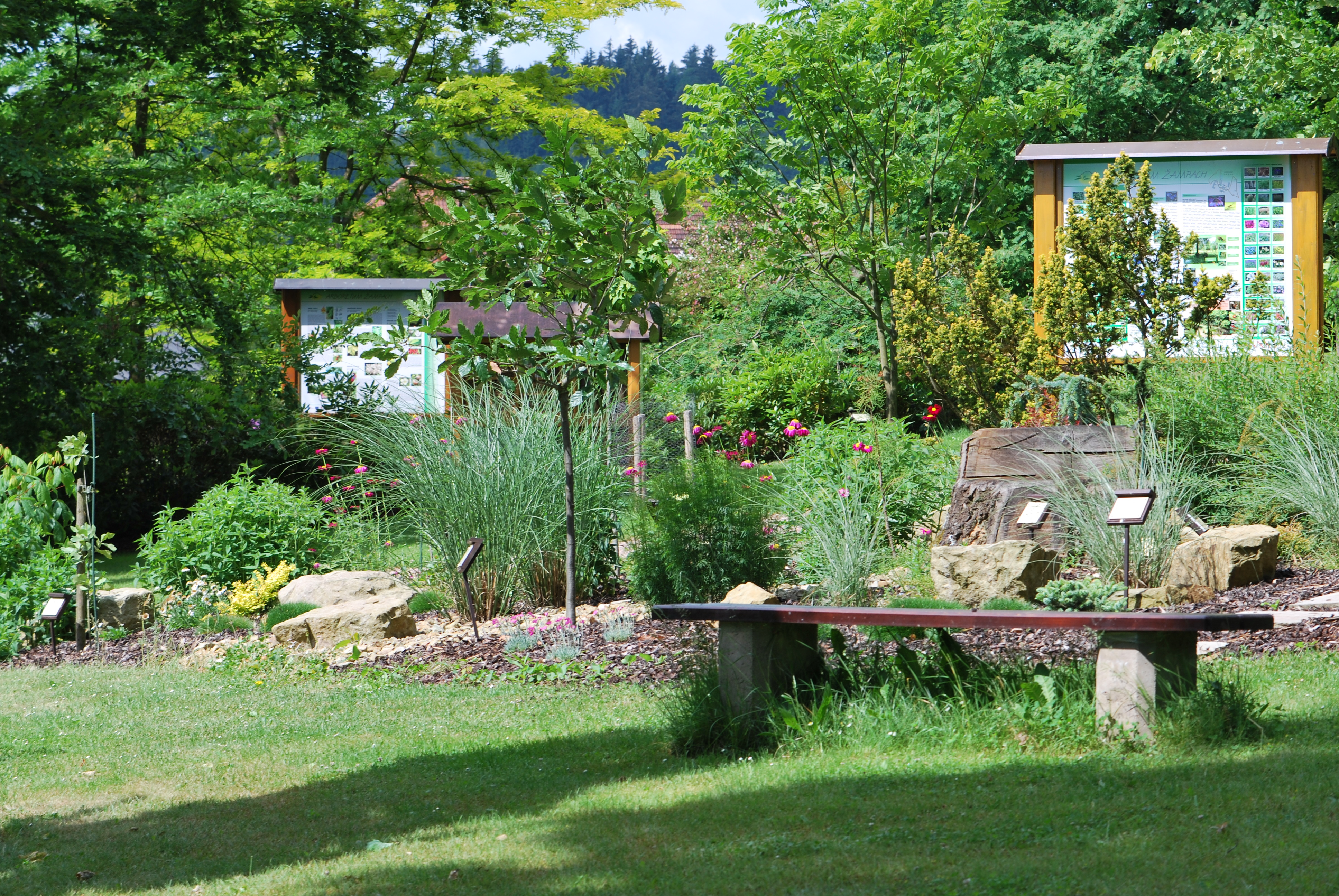
Arboretum Žampach - horní park - léto

Arboretum Žampach je součástí zámeckých parků na Žampachu (okres Ústí nad Orlicí v Pardubickém kraji). Je provozováno Domovem pod hradem Žampach, příspěvkovou organizací sociálních služeb Pardubického kraje. Arboretum se rozkládá na ploše cca 4 ha a je členěno do 3 částí - dolní, horní park a park ve vnitřním zámeckém areálu. Sbírkový fond zahrnuje cca 600 druhů a kultivarů dřevin, včetně v Česku vzácně zastoupených druhů. Informační systém arboreta zahrnuje rejstříky tabulí a dřevin přístupné z www stránek a v terénu pak poznávací okruh s tabulkovými informacemi o dřevinách. Arboretum Žampach patří mezi všeobecná arboreta, ale zahrnuje také významnější tematické sbírky některých rodů dřevin, jako např. borovice, jedle, dub, magnolie, buk, smrk, bříza a jasan. Zámecké parky jsou státem chráněnou kulturní památkou. Arboretum Žampach je členem Unie botanických zahrad ČR a akreditovaným členem ArbNet (mezinárodního profesního společenství arboret a dendrologů veřejných zahrad světa). Arboretum je celoročně volně přístupné veřejnosti při dodržení podmínek návštěvního řádu. Bezplatné parkoviště u vstupu do areálu. Arboretum Žampach má také specifický účel - je prostředím pro setkávání se veřejnosti s osobami se zdravotním hendikepem, je místem práce a odpočinku obyvatel Domova pod hradem Žampach.

## Historie

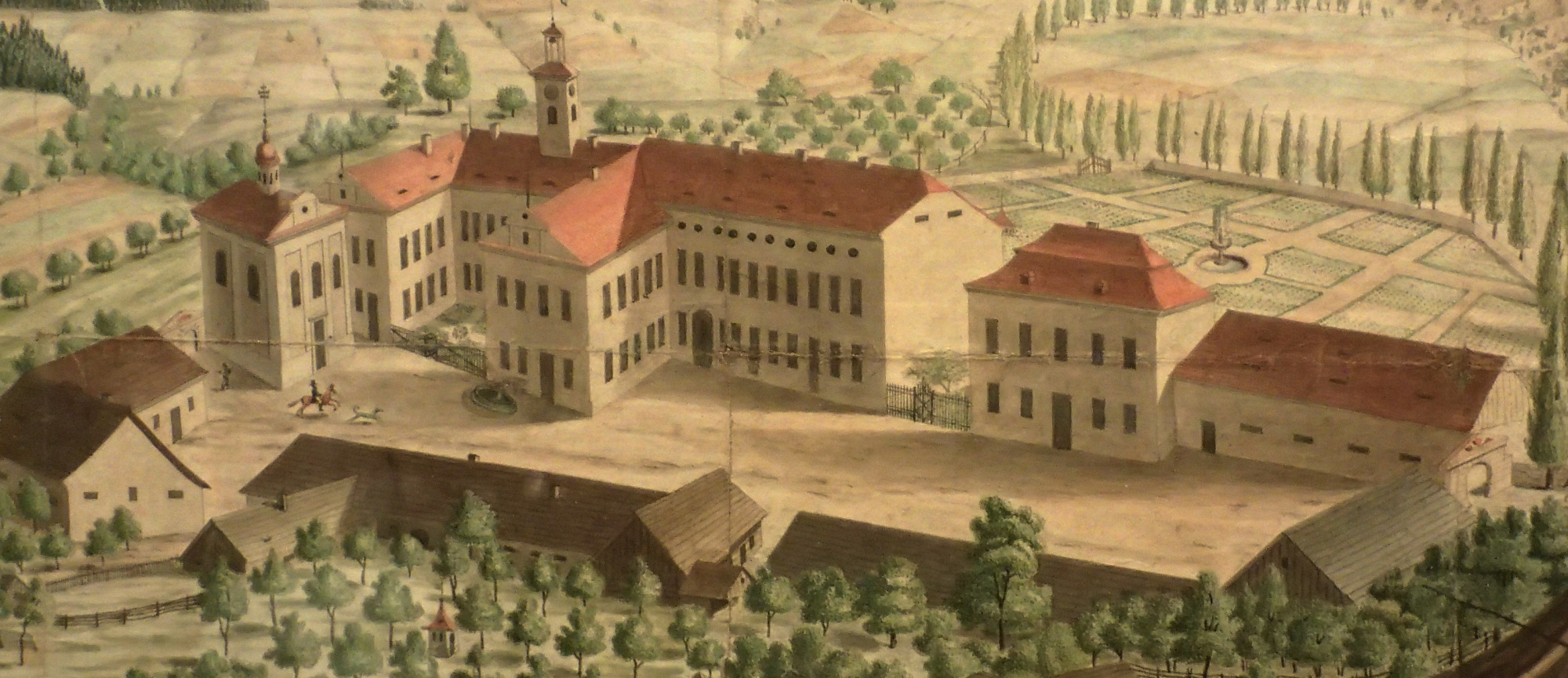
Zámecký areál Žampach - kolem roku 1840, zdroj: Městské muzeum Žamberk (výřez z obrazu)

Úprava zámeckých parků v anglickém stylu pochází z doby činnosti manželů Anny a Františka Lützowových, nejvýznamnějších majitelů žampašského zámku, kteří zde pobývali v letech 1884 – 1933 a souvisí s větší přestavbou zámku z této doby.
Manželé Lützowovi nechali na konci 19. století upravit také hradní areál Tento byl propojen se zámeckým areálem upravenou cestou vycházející z horního parku přes dřevěnou lávku. Na hradním vrchu byla vystavěna dřevěná rozhledna a lávka spojující předhradí s hradem a také provedena konzervace zbytků zdiva. V zámeckých parcích byly udržovány upravené cesty lemované okrasnými záhony. K zámku patřila také zimní zahrada a vlastní zahradnictví.

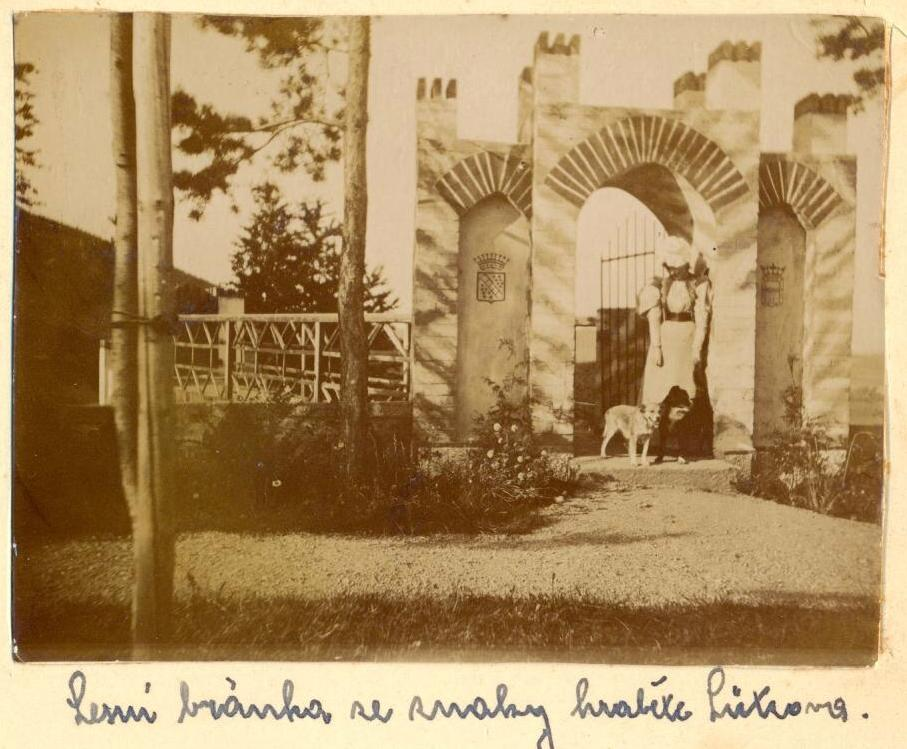
Vstup do horní části zámeckého parku přes dřevěnou lávku. Fotografie rok 1896

V roce 1945 došlo k prohlášení o konfiskaci statku i zámku a od roku 1950 byl rozhodnutím ONV v Žamberku v národní správě. Až do konce osmdesátých let 20. století docházelo k zanedbávání údržby původních parkových ploch a údržby zámeckého areálu. V parcích začaly převažovat vzrostlé náletové dřeviny. Správcem byly řešeny pouze nebezpečné kalamitní stavy a havárie, přičemž nešetrnými zásahy a účelovým kácením docházelo k druhotným škodám a nevraným ztrátám hodnotných stromů z původní parkové výsadby. Některá místa v parcích byla navíc dotčena některými stavbami a provozováním technických zařízení jako např. 2 čistírny odpadních vod. Do parků byla prováděna navážka materiálu, apod.. K zachování základních přírodních hodnot žampašských parků v tomto období přispělo také to, že zámecké parky a areál neztratil statut státem chráněné kulturní památky (rej. č. 4167/3) a podléhal tak dohledu státního úřadu památkové péče.
S obnovou zámeckých parků bylo započato rokem 1990. Na základě odborného posouzení bylo přistoupeno k odstraňování nežádoucích a neperspektivních dřevin a následně byla zahájena nová výsadba, odborné zásahy a ošetřování původních parkových dřevin. Dále byla realizována rozsáhlá výsadba sbírkových dřevin a bylinného patra. Byl vybudován informační tabulový systém a turistické informační centrum se zázemím pro návštěvníky, doplňovány herní prvky, hřiště, zoo koutky a smyslový park. Byla provedena rekonstrukce budovy skleníků zahradnictví. Do trvalkových záhonů a malého botanického skleníku byl zaveden automatický závlahový systém. Došlo k celkové rekonstrukci zámecké budovy a zámeckého nádvoří včetně původní zimní zahrady u zámecké budovy. V parcích byly zřízeny procházkové cesty a místa pro posezení. Během třiceti let došlo k zásadní změně v hodnotách a také v poslání zámeckých parků na Žampachu. Původní přírodní zámecké parky byly změněny na koncept dendrologické, resp. botanické zahrady – arboreta. Po naplnění kritérií bylo Arboretu Žampach v roce 2007 přiznáno řádné členství v Unii botanických zahrad České republiky. V roce 2018 se pak Arboretum Žampach stalo také akreditovaným členem ArbNet - The interactive community of arboreta, mezinárodního profesního společenství arboret a dendrologů veřejných zahrad světa. Nový koncept žampašských parků jako Arboreta Žampach a rozšíření sbírkového fondu realizoval více než 30 let Luděk Grätz, ředitel Domova pod hradem Žampach.

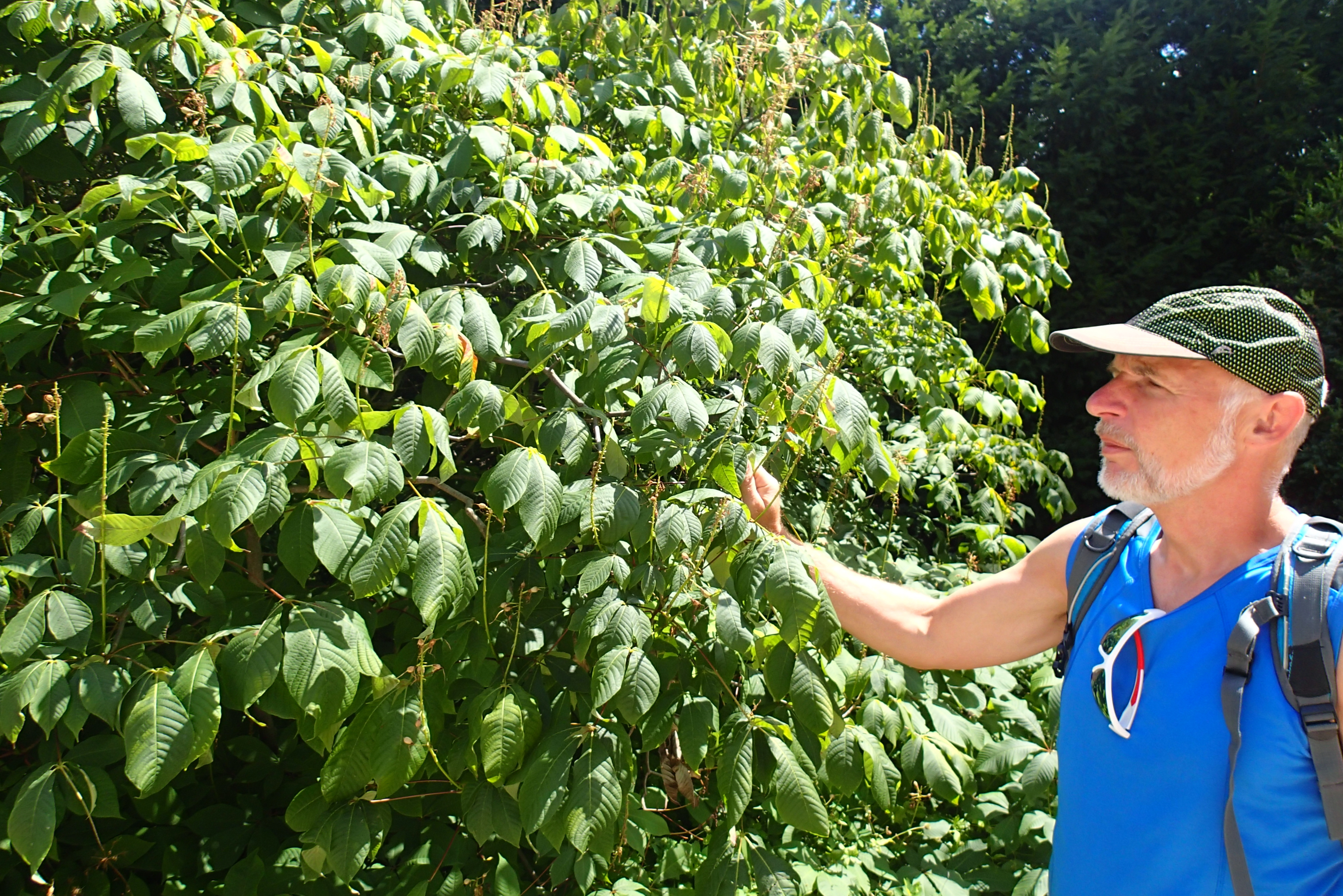
Luděk Grätz a Arboretum Žampach

 Specifickým posláním a účelem Arboreta Žampach je být prostředím pro setkávání se veřejnosti s osobami se zdravotním hendikepem, být místem práce a odpočinku zdravotně postižených obyvatel Domova pod hradem Žampach.